# 瓦爾瓦里夫卡 (斯拉武塔區)
50°12′40″N 26°53′37″E / 50.21111°N 26.89361°E
瓦爾瓦里夫卡（烏克蘭語：Варварівка），是烏克蘭西部的村莊，隸屬赫梅利尼茨基州的舍佩蒂夫卡區。該村面積1.15平方公里，海拔高度212米，2001年人口418，人口密度每平方公里363.5人。